# Ambiga Sreenevasan
Ambiga Sreenevasan (nascuda el 1956) és una coneguda advocada malàisia i defensora dels drets humans. Va ser una de les vuit receptores del Premi Internacional Dona Coratge l'any 2009. Va ser la presidenta del col·legi d'advocats malaisi del 2007 al 2009 i copresidenta de Bersih, una ONG que lluita per unes eleccions lliures i justes.
Actualment exerceix en el comitè executiu de la Women's Aid Organisation i està implicada en el comitè especial executiu que treballa sobre els drets dels Orang Alsi (tribus indígenes).
L'any 2011 va ser condecorada amb l'Orde Nacional de la Legió d'Honor francesa.

## Infancia i educació
Durant la seva escolarització secundària, Sreenevasan va estudiar al Convent Bukit Nanas de Kuala Lumpur, on també va exercir com a cap d'estudis l'any 1975. És graduada en dret per la Universitat d'Exeter l'any 1979. L'any 1980 va ser contractada pel col·legi d'advocats Gray's Inn. Dos anys més tard, després d'haver treballat en dos bufets d'advocats londinencs, va ser admesa al col·legi d'advocats malaisi.
Al juliol de 2011 va ser guardonada amb el Doctorat Honorari en Dret per la Universitat d'Exeter.